# Малокамалинский сельсовет
Малокамалинский сельсовет - сельское поселение в Рыбинском районе Красноярского края.
Административный центр — село Малая Камала.

## История
Статус и границы сельского поселения установлены Законом Красноярского края от 18 февраля 2005 года № 13-3019 «Об установлении границ и наделении соответствующим статусом муниципального образования Рыбинский район и находящихся в его границах иных муниципальных образований»

## Население
| 2010 | 2012 | 2013 | 2014 | 2015 | 2016 | 2017 |
| ---- | ---- | ---- | ---- | ---- | ---- | ---- |
| 524  | ↘509 | ↗519 | ↘513 | ↘497 | ↘488 | ↘470 |

## Состав сельского поселения
В состав сельского поселения входят 4 населённых пункта:
| № | Населённый пункт | Тип населённого пункта       | Население |
| - | ---------------- | ---------------------------- | --------- |
| 1 | Загорский        | посёлок                      | 114       |
| 2 | Малая Камала     | село, административный центр | 403       |
| 3 | Усть-Казачка     | деревня                      | 0         |
| 4 | Черемшанка       | деревня                      | 7         |

## Местное самоуправление
Малокамалинский сельский Совет депутатов
Дата избрания: 14.03.2010. Срок полномочий: 5 лет. Количество депутатов:  7
Глава муниципального образования
- Белова Людмила Петровна. Дата избрания: 14.03.2010. Срок полномочий: 5 лет